# Dioscoreophyllum gossweileri
Dioscoreophyllum gossweileri  là một loài thực vật có hoa trong họ Biển bức cát. Loài này được Exell mô tả khoa học đầu tiên năm 1935.